# Hartlaubs dwergooruil
De Hartlaubs dwergooruil (Otus hartlaubi) is een vogelsoort uit de familie van de Strigidae (uilen). Deze vogel is genoemd naar de Duitse ornitholoog Gustav Hartlaub.

## Verspreiding en leefgebied
Deze soort is endemisch op het Afrikaanse eiland Sao Tomé in de Golf van Guinee. Op het eiland is deze dwergooruil ruim verspreid en komt vooral voor in de primaire en ongestoorde secundaire regenwouden tot 1500 meter hoogte, maar niet op koffie- en cacaoplantages. 
Er zijn waarnemingen gedaan van deze of een gelijksoortige kleine uil op het naburige eiland Principe, maar deze berichten zijn niet bevestigd.

## Voedsel
Hartlaubs dwergooruil eet ongewervelde dieren en waarschijnlijk ook kleine hagedissen.

## Status
Schattingen over het aantal exemplaren lopen uiteen van 250 tot 1500, de vogel staat daarom als kwetsbaar op de lijst van de IUCN.